# Mezzanotte d'amore
Mezzanotte d'amore è un film musicarello italiano del 1970 diretto dal regista Ettore Maria Fizzarotti.
Il film è il seguito di Il suo nome è Donna Rosa.

## Trama
Neanche il matrimonio porta pace fra le coppie del primo film (Il suo nome è Donna Rosa). A mettere zizzania tra Andrea e Rosetta ci pensa Giorgio, il fratellastro della sposa, mentre per il principe Antonio e la contessa Donna Rosa c'è l'apparizione del "fantasma" dell'ex-marito di lei.